# ورزشگاه کپه‌داغ
ورزشگاه کپه‌داغ (انگلیسی: Köpetdag Stadium) یک ورزشگاه فوتبال در شهر عشق‌آباد، ترکمنستان است.
این ورزشگاه که در سال ۱۹۹۷ تأسیس شده دارای ۲۶٬۵۰۳ نفر ظرفیت می‌باشد.